# Burchardia umbellata
Burchardia umbellata är en tidlöseväxtart som beskrevs av Robert Brown. Burchardia umbellata ingår i släktet Burchardia och familjen tidlöseväxter. Inga underarter finns listade i Catalogue of Life.

## Bildgalleri

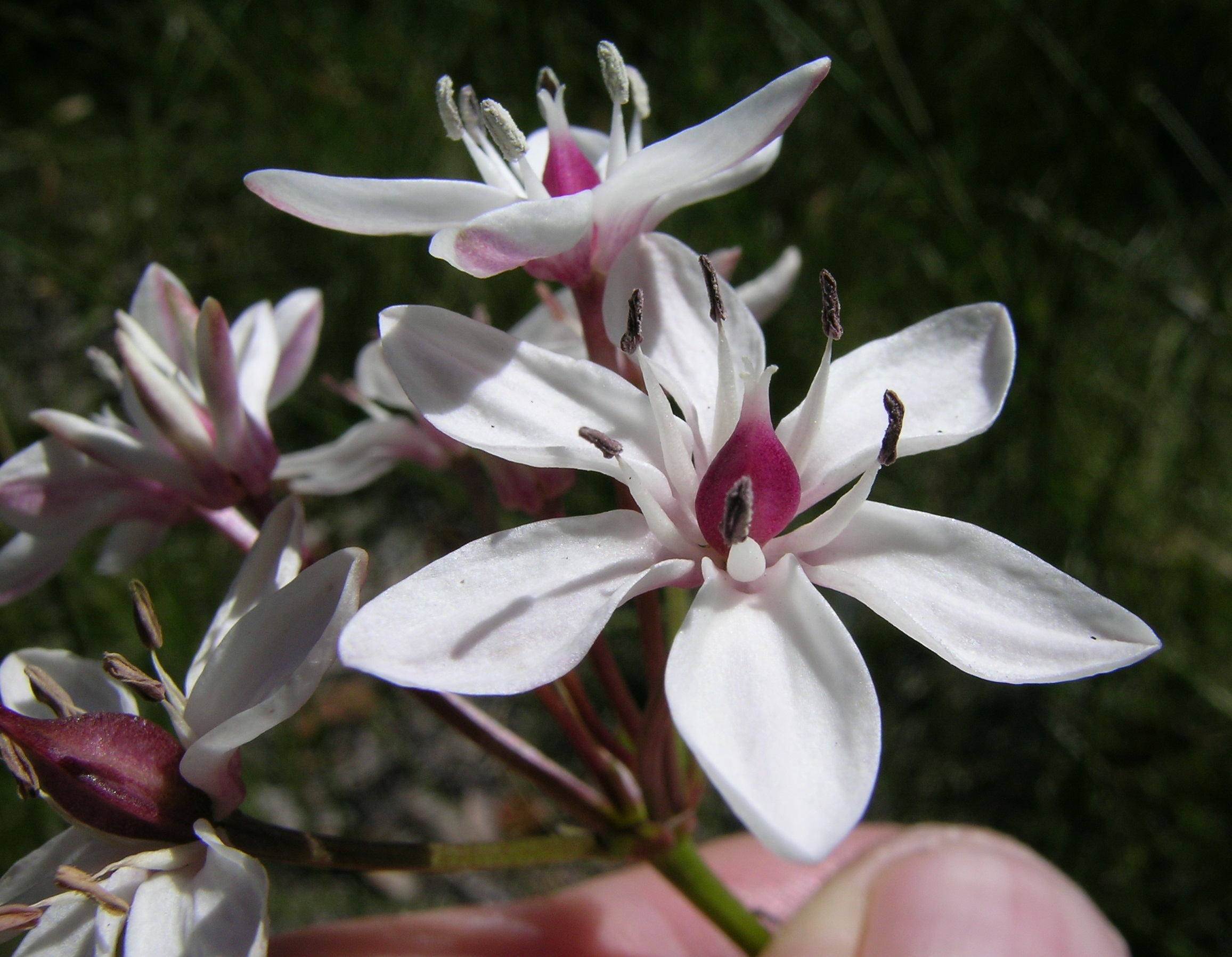
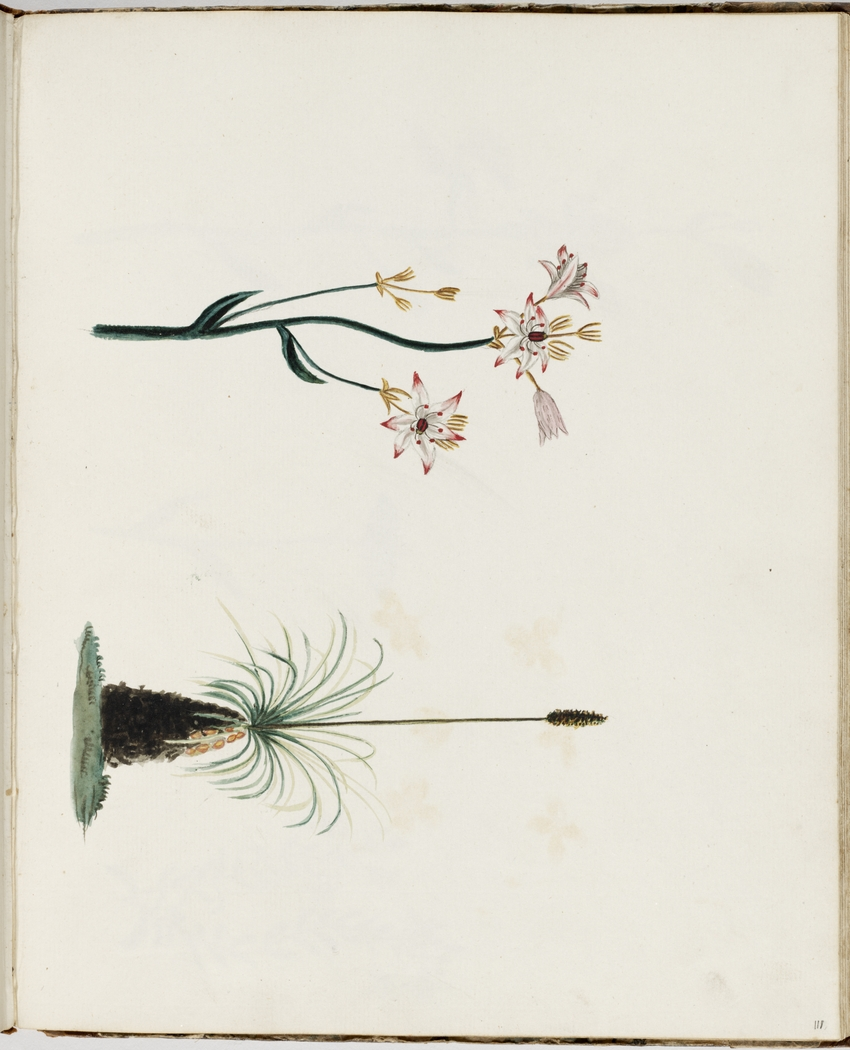